# مرقد (مركبات)

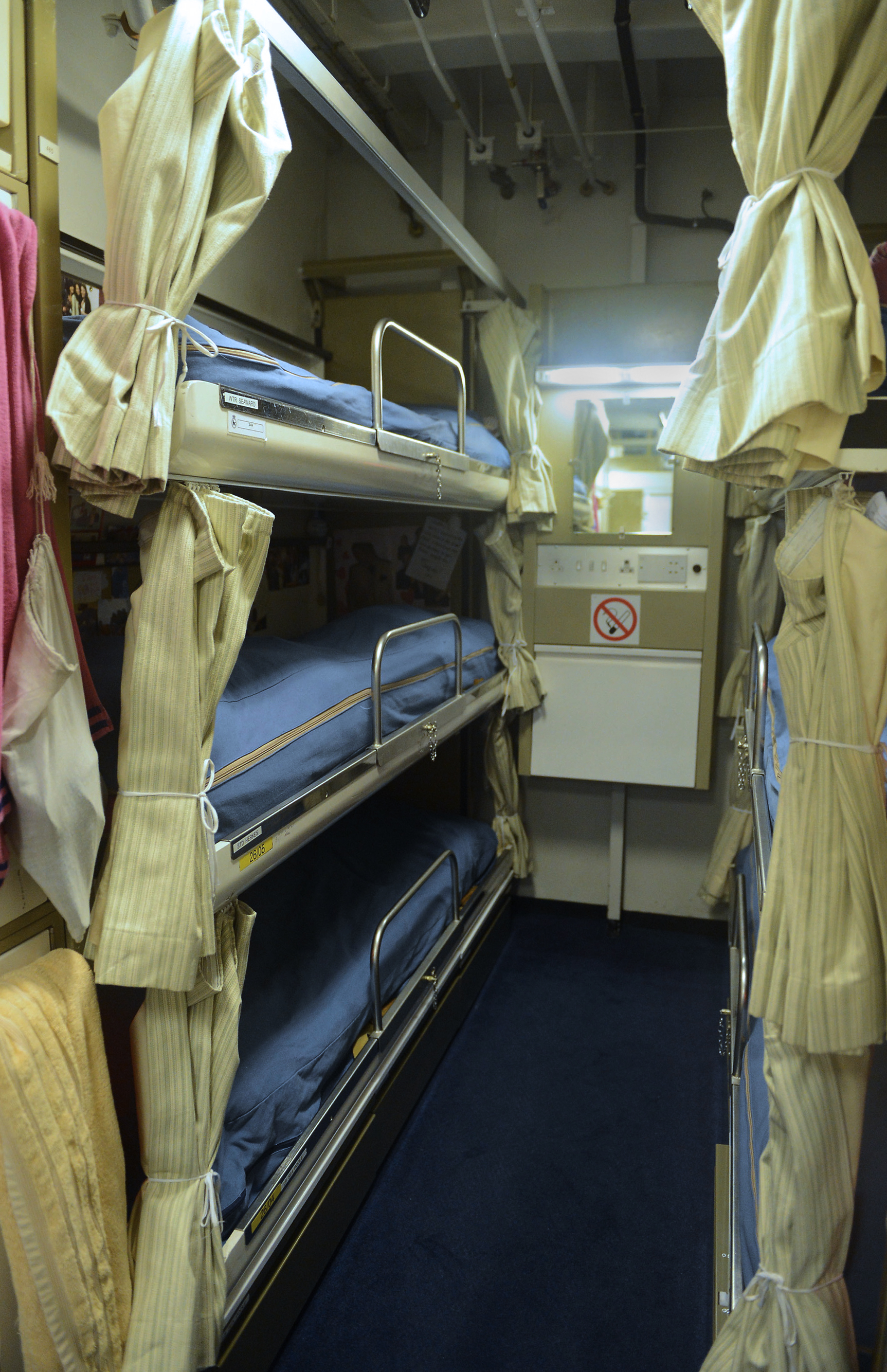
مرقد على متن سفينة تابعة للبحرية الملكية

المرقد أو المَضْجع هو سرير أو مكان للنوم على المركبات.